# El Colegio
El Colegio, más conocido como Mesitas del Colegio, es un municipio colombiano del departamento de Cundinamarca, ubicado en la Provincia del Tequendama; se encuentra a 34 km de Bogotá Se considera un destino turístico por su clima cálido.

## Toponimia

### Origen lingüístico[3]
- Familia lingüística: Indoeuropea
- Lengua: Latín

### Significado
La palabra Colegio proviene de la voz latina collegium-colligere que significa "reunir", "juntar". Se refiere a una comunidad de personas que viven en una casa destinada a la enseñanza de ciencias, artes y oficios bajo el gobierno de superiores y reglas establecidas.

### Origen / Motivación
El municipio de El Colegio, recibe este nombre porque el primer pueblo se formó bajo el patrocinio del Colegio Mayor de Nuestra Señora del Rosario, gestionado por el arzobispo Fray Cristóbal de Torres en 1653.

### Nombres históricos
- Las Mesitas del Colegio de Nuestra Señora del Rosario de Calandaima (1761)

## Historia

### Época hispánica
Su nombre original fue Parroquia de las Mesitas del Colegio de Nuestra Señora del Rosario de Calandaima, dado que las primeras casas se ubicaron cerca de un colegio dominico de sacerdotes dirigido por fray Cristóbal de Torres, quien fundó el municipio.
La región del Tequendama, también denominada Calandaima, fue habitada por la tribu de los Panches, indígenas que se caracterizaron por su espíritu guerrero y por su corpulencia, rostro ancho de pómulos salientes, nariz alargada y aguileña, y con modificaciones craneanas. Su territorio estuvo limitado por el Norte con los Pantagoras y los Colimas; por el Sur, separados por la cordillera de Subía, con los Sutagaos; por el Oriente con los Muiscas y por el Occidente con los Pijaos. Esto fue determinado gracias a estudios de cronistas y antropólogos que lo han confirmado a través de los grabados con cincel en piedra, como los de la piedra del Verdún, la piedra de Magnón y otras que fueron halladas en la región.
La región del Tequendama fue descubierta en 1537 por el Capitán Juan de San Martín, integrante de una de las expediciones de don Gonzalo Jiménez de Quesada. Aunque en 1540 los Panches atacaron por el Sur la región de la Sabana de Bogotá, intentando hacer desistir a los españoles de sus propósitos de conquista, la respuesta de aquellos fue inmediata, conformando un gran ejército y con perros de cacería al mando de Hernán Pérez de Quesada, que penetró por Tena hasta Bituima, arrasando con todos los poblados que encontró, asesinando de este modo a los caciques Tocarena y Anolaima, lo que ocasionó la desintegración de la tribu Panche.
Para la evangelización del territorio, el gobierno de España envió a órdenes como la de los dominicos, que fueron los primeros en usufructuar las tierras de El Colegio. El 11 de septiembre de 1645, fray Cristóbal de Torres, Arzobispo del Nuevo Reino de Granada, solicitó al rey autorización para fundar un colegio mayor, que sería el tercero religioso, pues ya se había otorgado autorización al Mayor de Santo Tomás (que a pesar de tener autorización solo inició labores muchos años después) y el Colegio Javeriano, los cuales al sentirse afectados, opusieron mucha resistencia, hasta que el Arzobispo ayudó al Rey Felipe IV con 40.000 ducados, obviándose así las oposiciones, y el 31 de diciembre de 1651 es firmada en Madrid la «Licencia al arzobispo de la Iglesia de Santa Fe para fundar en aquella ciudad un colegio donde se extendiera la doctrina de santo Tomás, la Jurisprudencia y la Medicina». Fray Cristóbal de Torres fundó entonces en Santa Fe en diciembre de 1653 el Colegio Mayor de Nuestra Señora del Rosario, siendo el primero en iniciar labores educativas en esta ciudad en la Nueva Granada (a pesar de que los otros dos colegios, el de Santo Tomas de los dominicos y el Javeriano de los jesuitas había obtenido autorización previa). Calandaima se llamaba toda la región de la cuenca del Río Bogotá hasta Viotá. En 1649 El Colegio del Rosario era dueño de la hacienda que tenía por nombre el mismo de la región y que fue entregada en 1665 por los dominicos. 
El municipio fue fundado el 20 de septiembre de 1653 por el arzobispo de Santa Fe, fray Cristóbal de Torres, y el presidente, gobernador y capitán general del Nuevo Reino de Granada, el marqués de Miranda, Juan Fernández de Córdoba y Coalla. Por un documento que autorizaba el poblamiento, se dispuso a que los indios pudieran construir sus viviendas en dicho lugar y allí se formó el pueblo con el nombre de El Colegio. El 5 de octubre de 1653 fue aprobado el auto de poblamiento por Bernardino de Prado Beltrán de Guevara, oidor más antiguo de la Real Audiencia de Santafé de Bogotá. El arzobispo hizo traer allí indios achaguas de los llanos orientales. Pagada la media anata (impuesto), el presidente expidió el 3 de noviembre de 1653 el título que legalizaba el poblamiento de la parroquia, localizado en las riberas del río Bogotá.
De 1650 a 1800 el desarrollo económico de El Colegio, basado en la agricultura, se extendió desde el río Bogotá, hacia la Cordillera Subía, dando lugar a un tránsito permanente y auspiciando el comercio. Los fundos fueron divididos en: Cañaduzales y trapiche, potreros para ganados, para cultivos de plátano, yuca, maíz, fríjol, frutales, y potreros. En dichos fundos, administrados por los gobernantes de la época, laboraban y vivían esclavos y peones. En 1810 el fenómeno de deslizamiento que arrasó con la iglesia de bahareque y algunas viviendas, obligó el traslado del poblado de la orilla del río Bogotá hacia la meseta en límites con las haciendas de San José y Trujillo, donde se encuentra actualmente la cabecera municipal.

### La República
El 17 de diciembre de 1842 el general de la independencia Valerio Francisco Barriga y su esposa Diana Villa de Barriga, dieron libertad a 80 esclavos de su hacienda La Junca, iniciándose de esta forma un proceso de cambio en toda la región.
Por decreto expedido el 9 de mayo de 1852, el congreso de la Nueva Granada, dividió la provincia de Bogotá en 4 provincias: Cundinamarca, Bogotá, Zipaquirá, y Tequendama, e igualmente en 11 cantones, entre los cuales se encontraba El Colegio y cada uno de ellos tenía su concejo municipal y su concejo parroquial.
En 1861 el presidente Tomás Cipriano de Mosquera expropió los terrenos de la hacienda Calandaima y los vendió a particulares, dando origen a varias haciendas. La Constitución de Cundinamarca del 25 de agosto de 1862, celebrada en Funza, eliminó los cantones y los erigió en pueblos, pasando en esta forma El Colegio a ser un pueblo de Cundinamarca, cuya capital fue La Mesa. Transcurrido el tiempo las haciendas en las que se encontraba dividido el municipio pasaron a tomar el nombre de veredas.

Luego de ser nombrado El Colegio como pueblo de Cundinamarca, la necesidad de comunicarse con los demás pueblos comenzó a ser inminente; fue así como en 1882, bajo la administración del gobernador general Daniel Aldana, se construyó un puente de hierro en el camino a La Mesa, y cuando fue destruido años después, Elías Sabogal hizo otro, cuya explotación se dio por contrato el 5 de febrero de 1897.

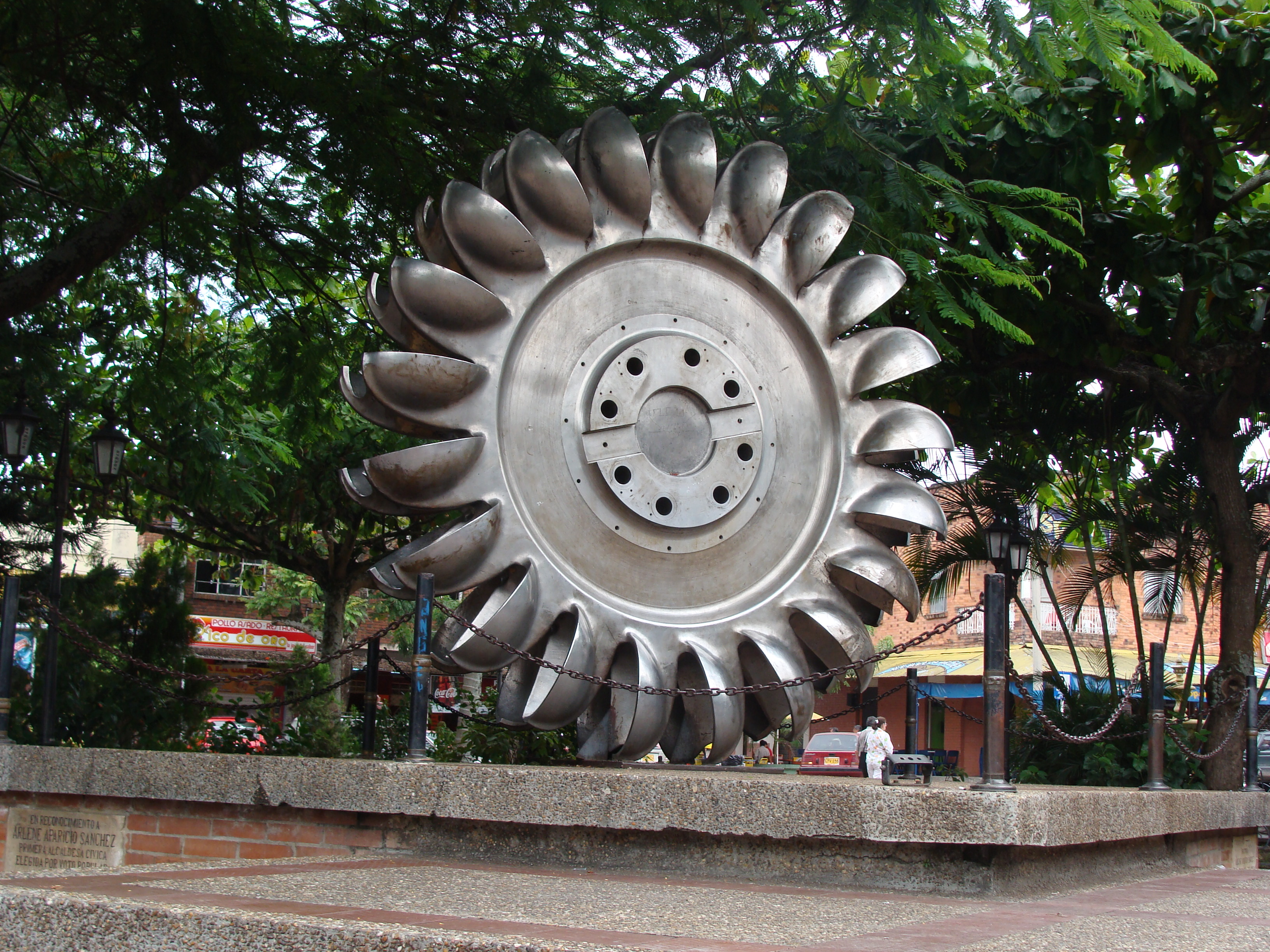
Rueda Pelton instalada como monumento en el parque principal de El Colegio.

### SigloXX
El principal medio de comunicación entre las poblaciones fue el Camino Real y sus ramificaciones, situación que se prolongó hasta la construcción de las primeras vías férreas y carreteras. A pesar del impulso que tomó la región con los cultivos de café en el año 1870, solo hasta 1936 El Colegio se comunicó directamente con Bogotá por una vía carreteable iniciada en 1934 pasando por Soacha, la inspección de Pradilla y finalmente la Plaza Principal de El Colegio y que se continuó hasta Viotá en 1941, llegando posteriormente a Girardot, siendo durante muchos años paso obligatorio para todos aquellos que viajaban a Girardot, lo que incrementó la actividad comercial y el turismo, hasta la construcción de la carretera que de Bogotá conduce a Girardot pasando por Melgar. Esta situación y la falta de mantenimiento de la vía provocaron un estancamiento en el desarrollo del municipio y bajas en las visitas turísticas.
Un nuevo impulso para el municipio de El Colegio fue dado en 1979 con la llegada de la Empresa de Energía Eléctrica de Bogotá al municipio y la construcción de las plantas generadoras de energía eléctrica, hecho que acrecentó el desarrollo en general.

## Geografía
La falla geológica que atraviesa la región del Tequendama intensifica la actividad tectónica y ha causado procesos de erosión, desestabilización y deslizamientos en el municipio, especialmente en la cabecera municipal. 

### Límites municipales
El Colegio se delimita con los siguientes municipios
| Noroeste: La Mesa  | Norte: Tena | Nordeste: San Antonio del Tequendama |
| Oeste: Anapoima    |             | Este: San Antonio del Tequendama     |
| Suroeste: Anapoima | Sur: Viotá  | Sureste: Granada                     |

### División Político-Administrativa
Además de su Cabecera municipal, tiene bajo su jurisdicción los siguientes centros poblados: El Triunfo, La Paz, La Victoria y Pradilla.

## Movilidad
A El Colegio se llega desde Soacha por la Avenida Indumil pasando por la variante de Mondoñedo que parte desde el sur del municipio de Bojacá, Tena y La Mesa al occidente hasta llegar al casco urbano colegiuno. También desde la Autopista Sur en Soacha se llega por el Corregimiento 2, vereda El Charquito y el Salto del Tequendama pasando por el centro poblado de Santandercito en San Antonio del Tequendama hasta dicho casco y de ahí a Viotá y Tocaima.

## Servicios públicos
- Energía Eléctrica: Enel, es la empresa prestadora del servicio de energía eléctrica.
- Gas Natural: Vanti es la empresa distribuidora y comercializadora de gas natural en el municipio.